# Stallmästaren 11

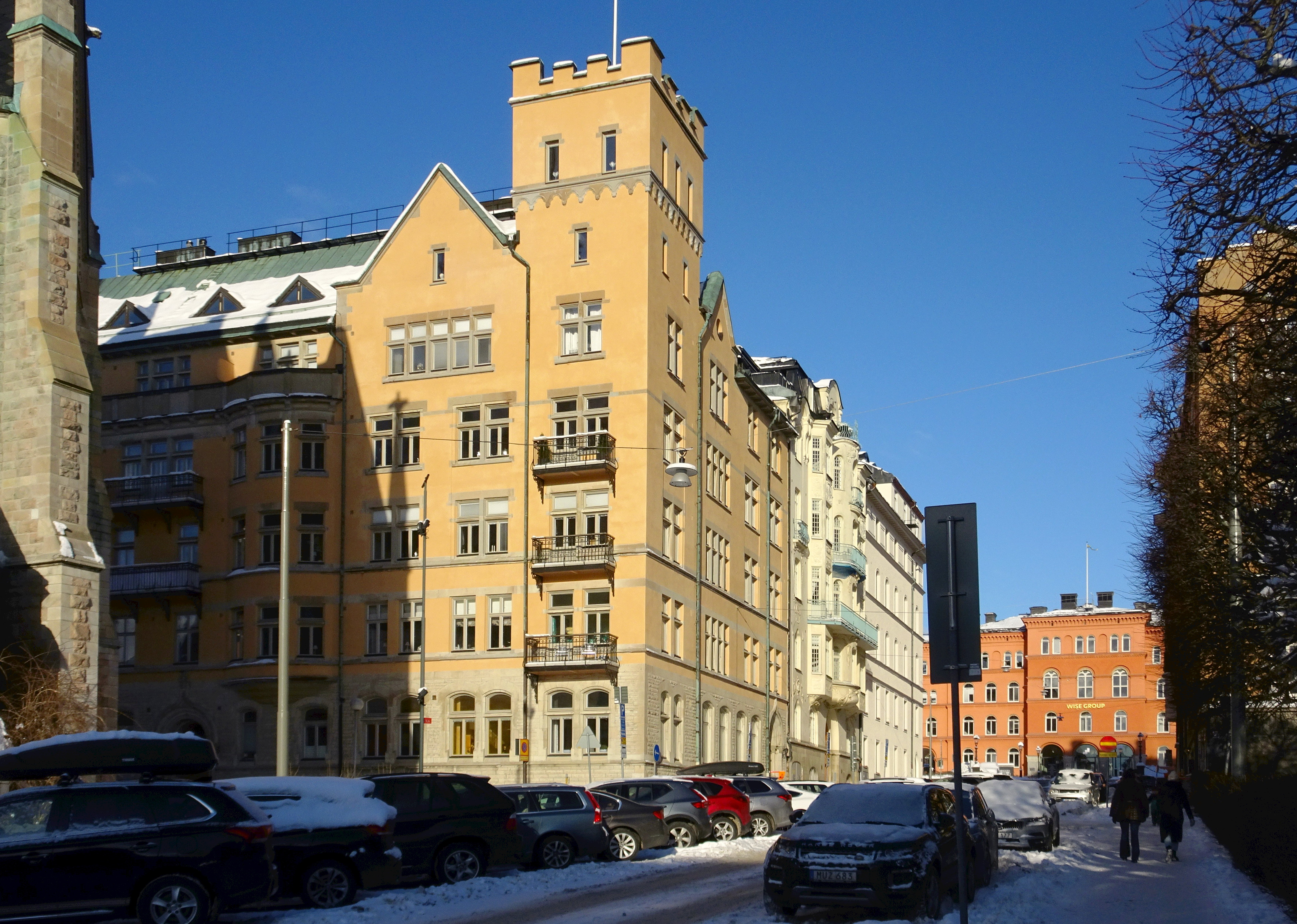
Stallmästaren 11, Fredrikshovsgatan 3, februari 2021.

Stallmästaren 11 är en kulturhistoriskt värdefull bostadsfastighet i kvarteret Stallmästaren vid Fredrikshovsgatan 3 på Östermalm i Stockholm. Byggnaden, som uppfördes 1907 som församlingshem för Oscars församling och är grönmärkt av Stadsmuseet i Stockholm vilket innebär att den bedöms vara "särskilt värdefull från historisk, kulturhistorisk, miljömässig eller konstnärlig synpunkt".

## Historik
Kvarteret Stallmästaren bildades på 1880-talet när Narvavägen anlades och kvarteren längs med den nya breda allén tillkom som ett resultat av Lindhagenplanen. I kvarterets södra del uppfördes Oscarskyrkan som invigdes 1903. Tomten direkt norr om kyrkan stod delvis obebyggd efter kyrkans invigning. Svenska Dagbladet kommenterade i januari 1906 att kyrkan hittills saknad lämplig omgivning åt norr där brandgavlar och banal gårdsinteriörer gifit den närmaste inramningen. Den första byggnaden som kom att sluta luckan mot kyrkan var fastigheten Stallmästaren 4 (Narvavägen 8) och den andra var Stallmästaren 11 (Fredrikshovsgatan 3) där Hedvig Eleonora församling planerade att låta uppföra ett kombinerat församlings- och bostadshus för den då nybildade Oscars församling.

### Originalritningar från 1905

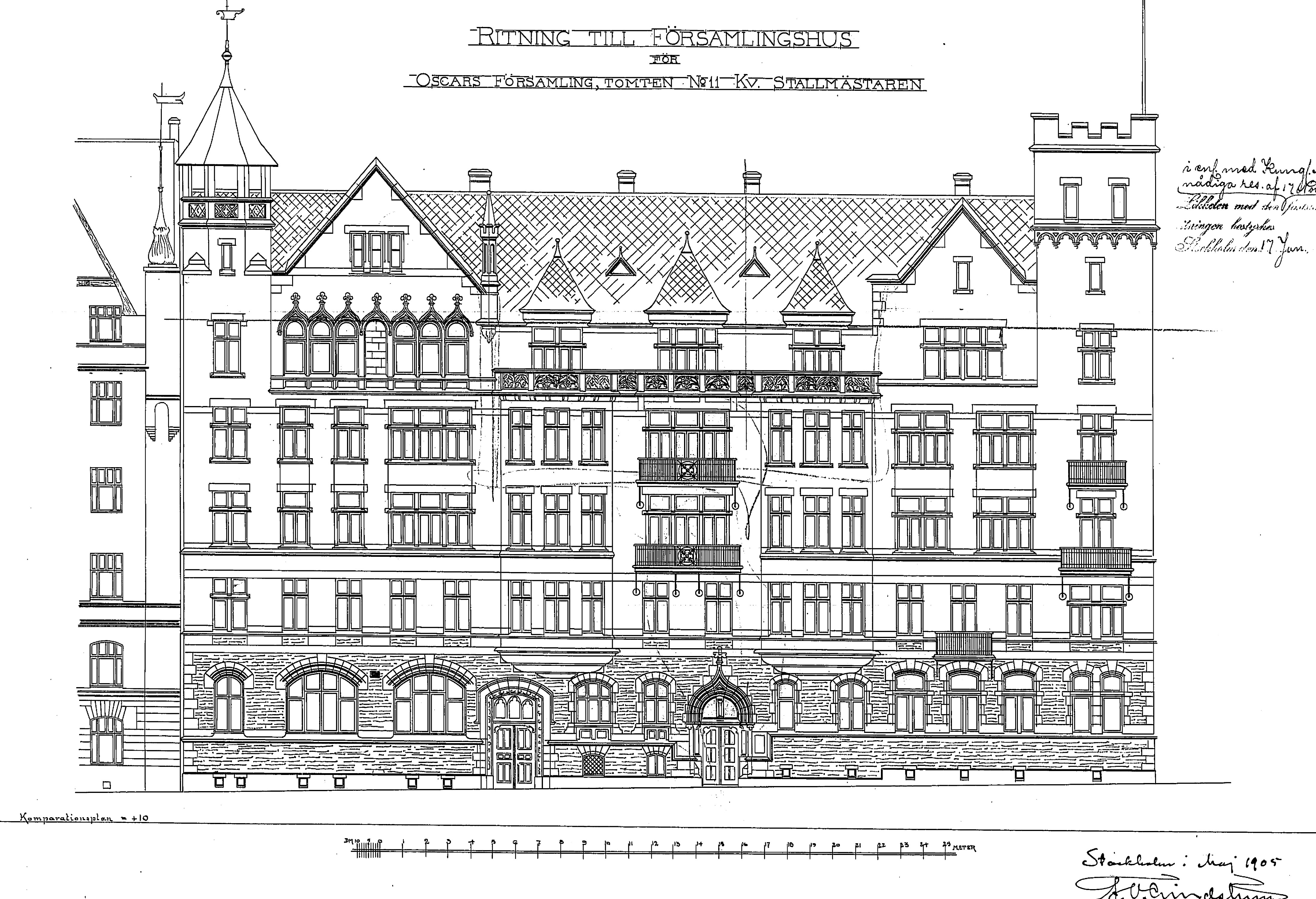
Fasad mot söder.
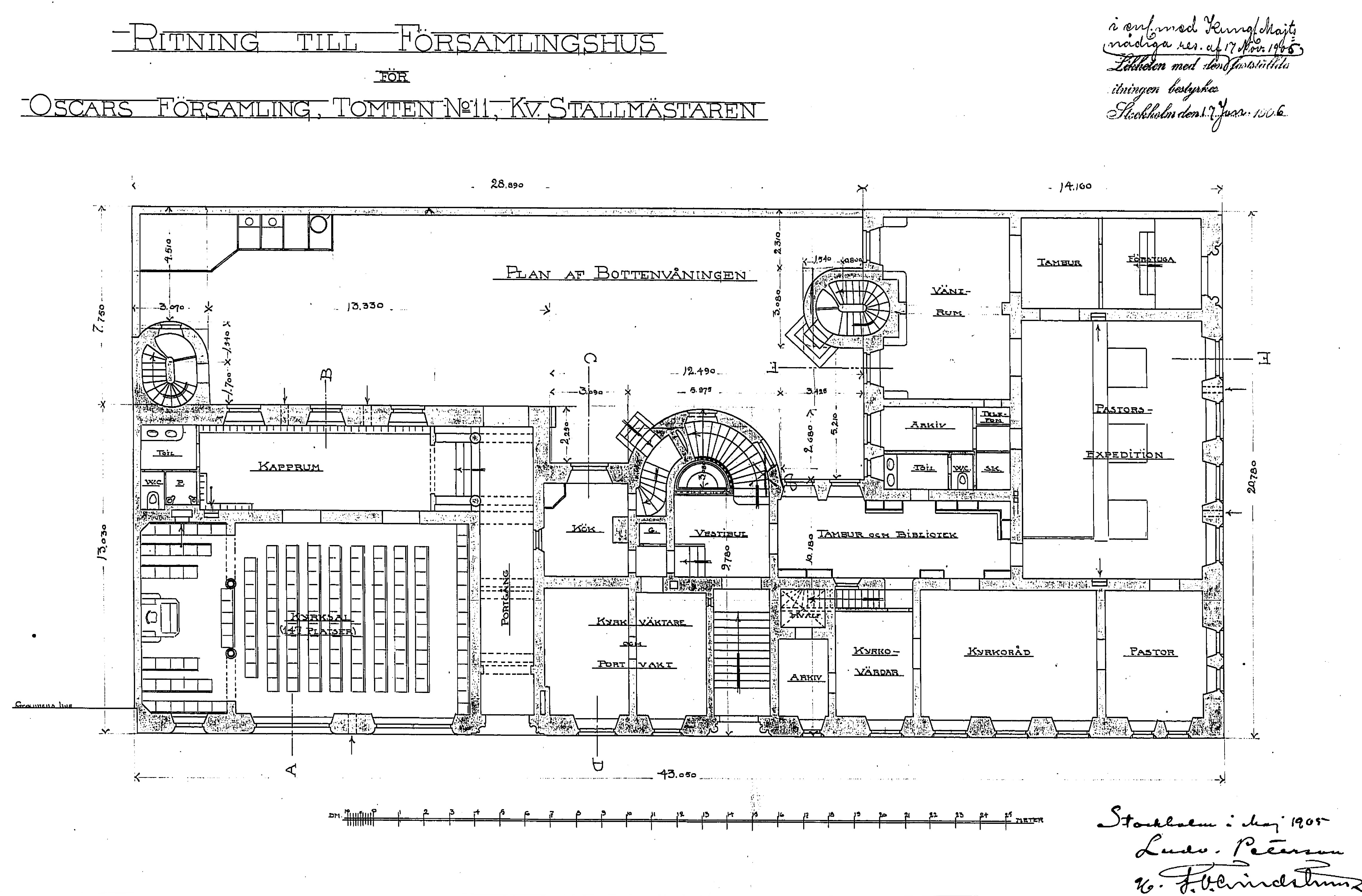
Bottenvåning.
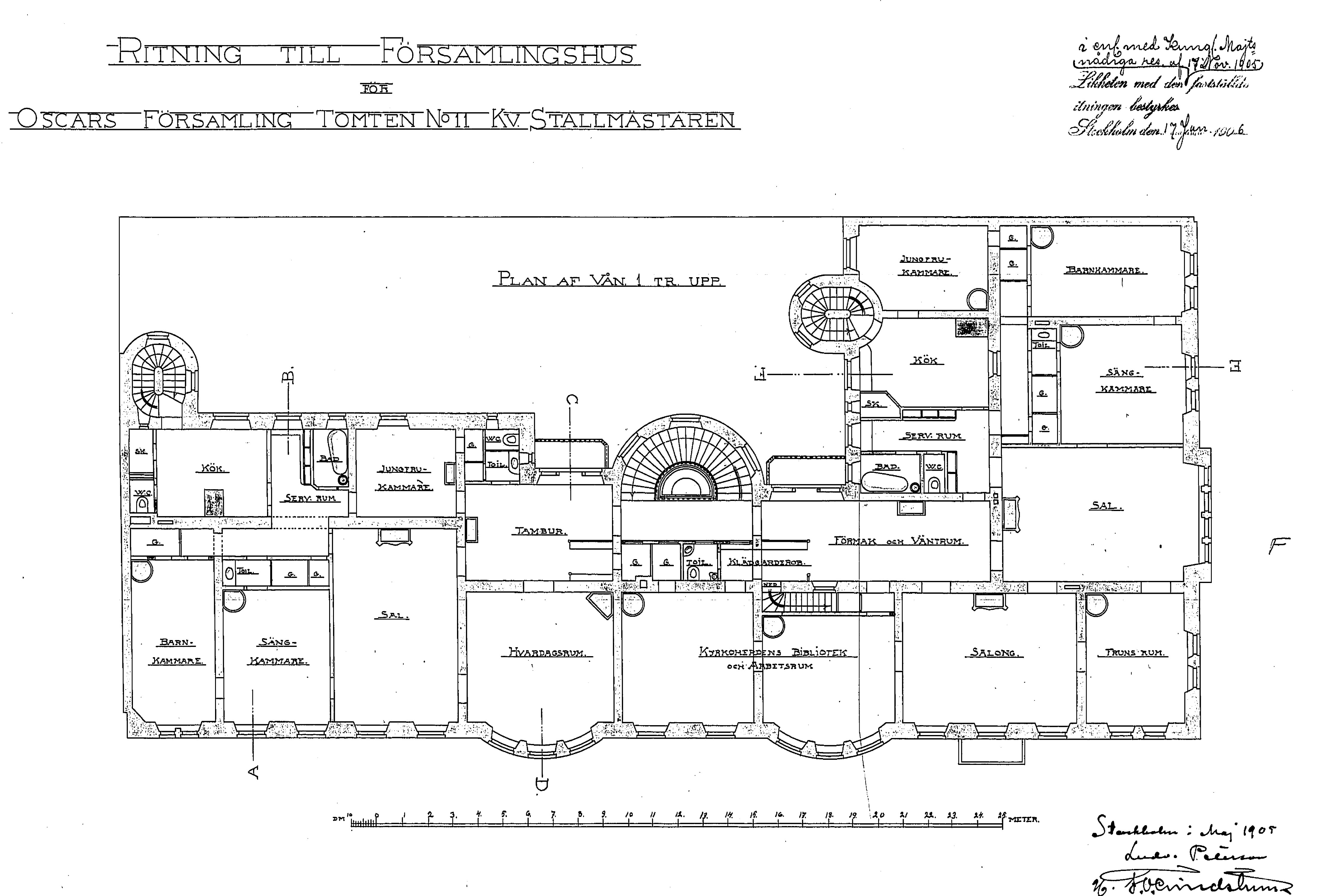
Våning 1 trappa.
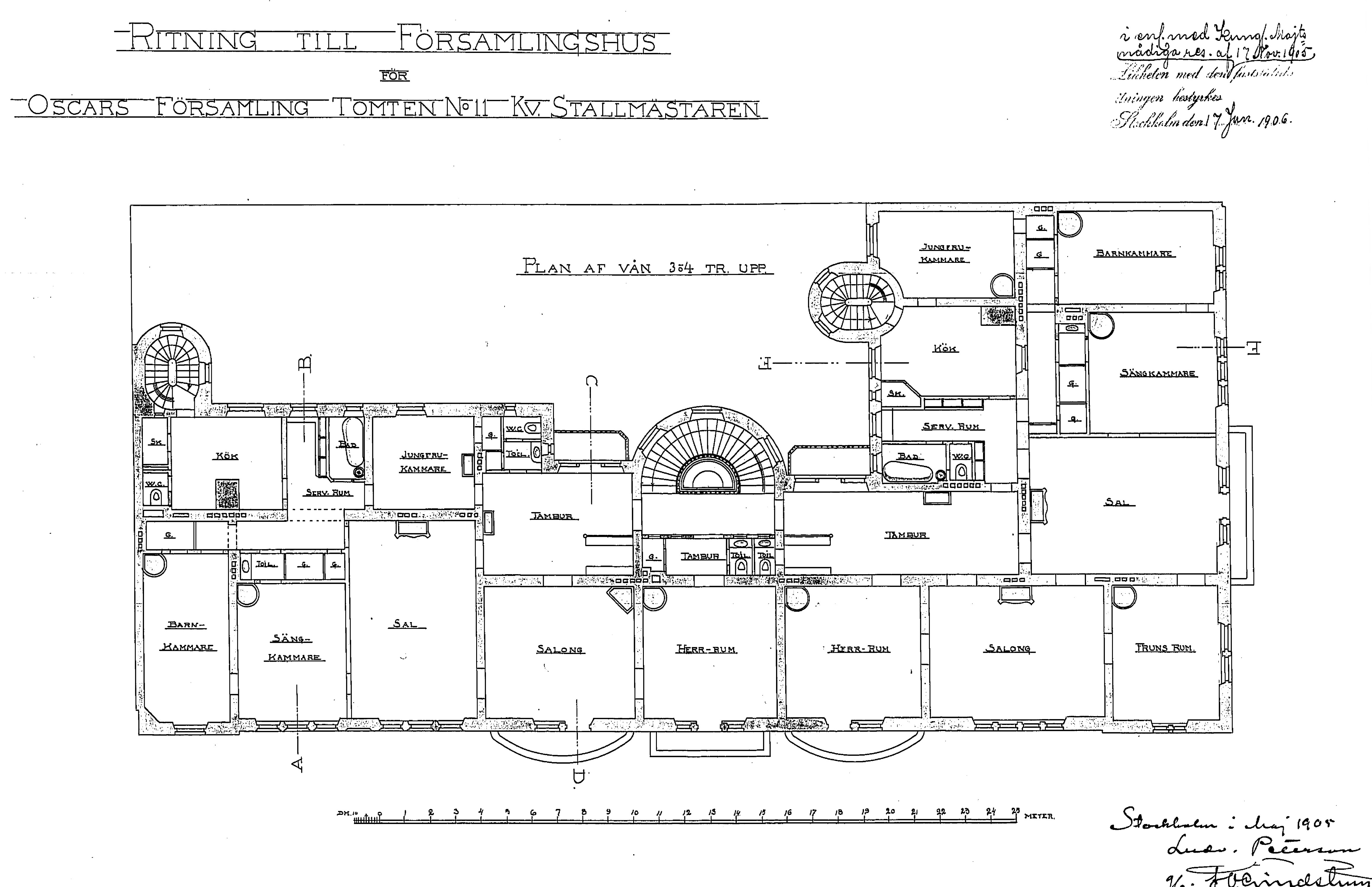
Våning 3–4 trappor.

## Byggnad

### Exteriör

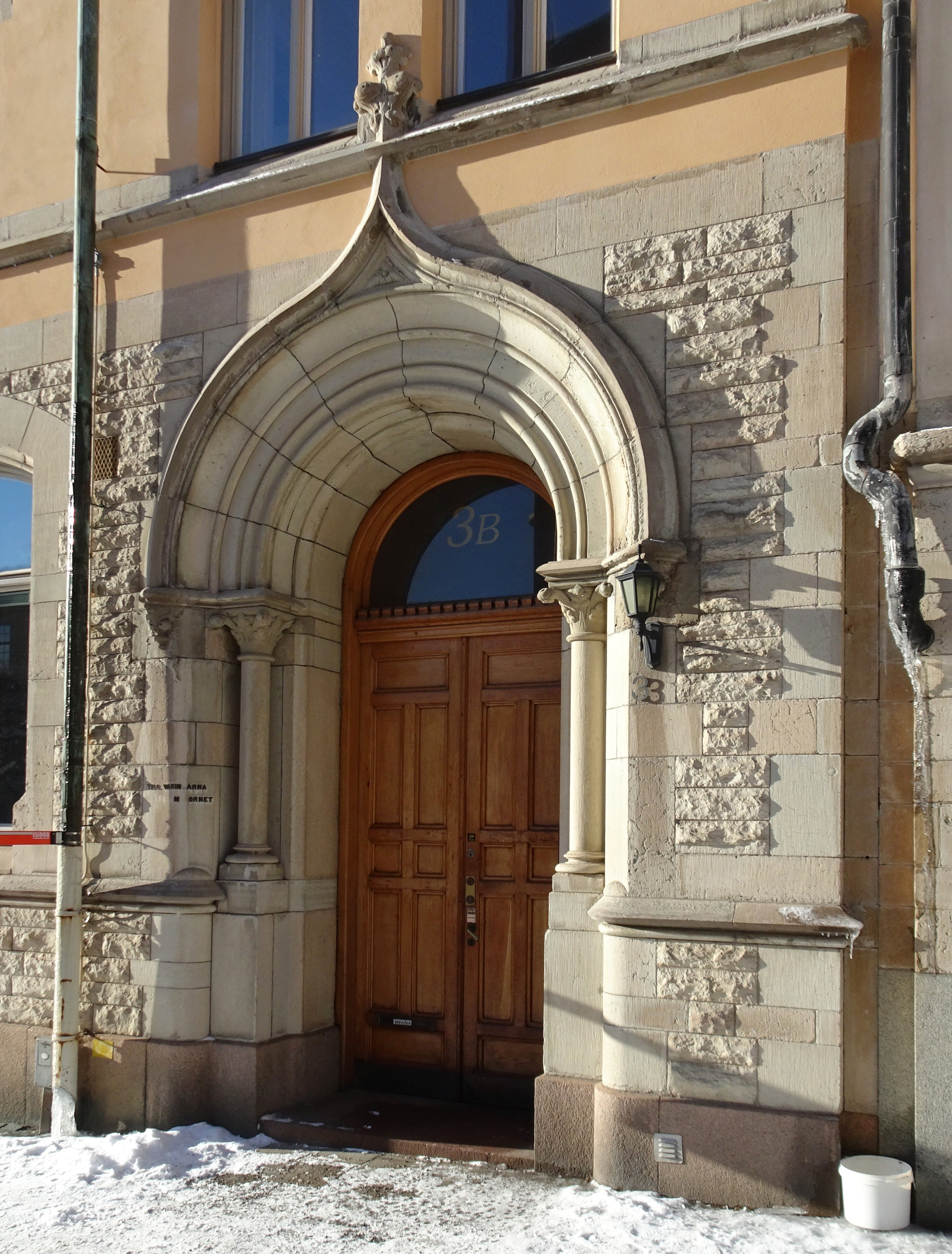
Entrén till pastorsexpedition, Fredrikshovsgatan 3.

Stallmästaren 11 uppfördes 1904–1907 efter ritningar av arkitekterna Ludwig Peterson och  J.O. Grundström,  beställare var Hedvig Eleonora församling. För konstruktionerna stod Looström & Gelin. Huset uppfördes i fem våningar med ett dominerande hörntorn mot Fredrikshovsgatan / Oscarskyrkan. Tornet höjer sig med två våningar över takfoten och avslutas med stiliserade tinnar. Fasaden mot kyrkan artikulerades genom burspråk, balkonger med smidda räcken, gavlar och ytterligare ett torn närmast Stallmästaren 4. Gatufasaderna är i höjd med bottenvåningen klädda i rusticerad natursten, däröver vidtar slätputs i lejongul kulör. Portalöverstycken är skulpterade och utfördes rundbågiga med spetsbågig inramning. Fasaderna renoverades år 2019.

### Interiör
Byggnaden fick två entréer, en från Fredrikshovsgatan som även blev ingång till församlingens pastorsexpedition samt en entré i södra fasaden som gick till huvudtrapphuset och bostäderna. Väggarna i entréhallen bevarar fortfarande ursprunglig marmoreringsmålning med fältindelning och golvet är rutlagt med gråa och vita marmorplattor. Församlingens samlingssal med plats för omkring 150 sittande personer anordnades i husets sydvästra hörn och nåddes via bakgårdens portgång från kyrktomten. 
År 1907 var lägenhetsfördelningen fyra, fem och sju rum och kök samt bad och hall. De var tillgängliga dels via huvudtrapphuset dels via två kökstrappor. En av lägenheterna på våning en trappa upp beboddes under många år av komministern i Oscars församling Bengt Olof Aurelius med familj. Han disponerade en lägenhet om sju rum med kök och badrum. Därtill kom jungfrukammare och en rymlig hall med kakelugn. Från sitt bibliotek och arbetsrum hade Aurelius en direkttrappa ner till pastorsexpeditionen. 
Samlingssalen med tillhörande rum byggdes 1948 om till lokaler för konfirmander och en sessionssal samt ett notariat. Samtidigt ordnades en ny entré genom att ett fönster gjordes om till port. På våningsplanen ändrades även lägenhetsfördelningen. Arkitekt var Oscar Waller. 1985 följde ytterligare ombyggnader med bland annat inredning av vindsvåningen.

### Bengt Olof Aurelius' våning på 1930-talet

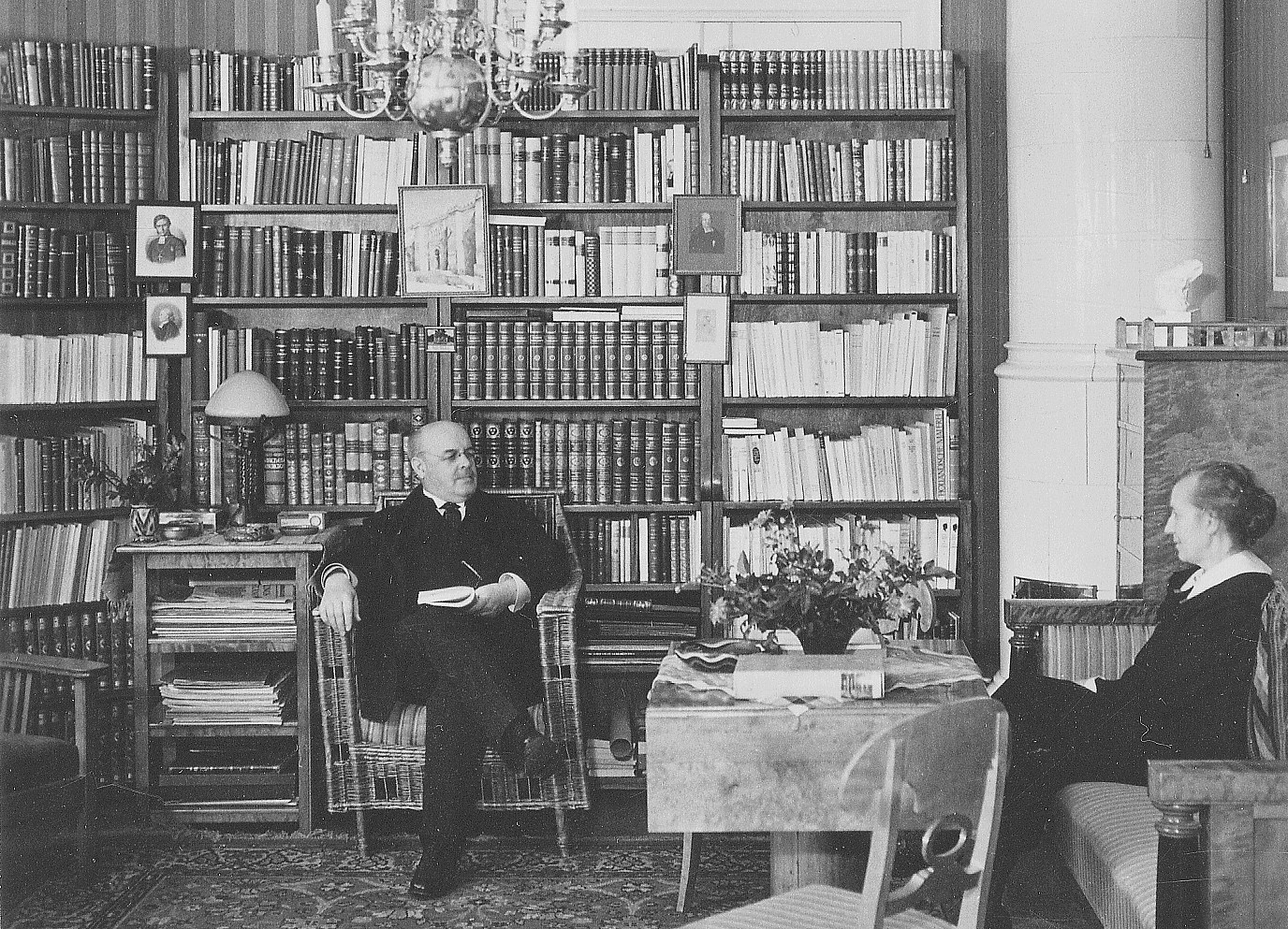
Paret Aurelius i biblioteket.
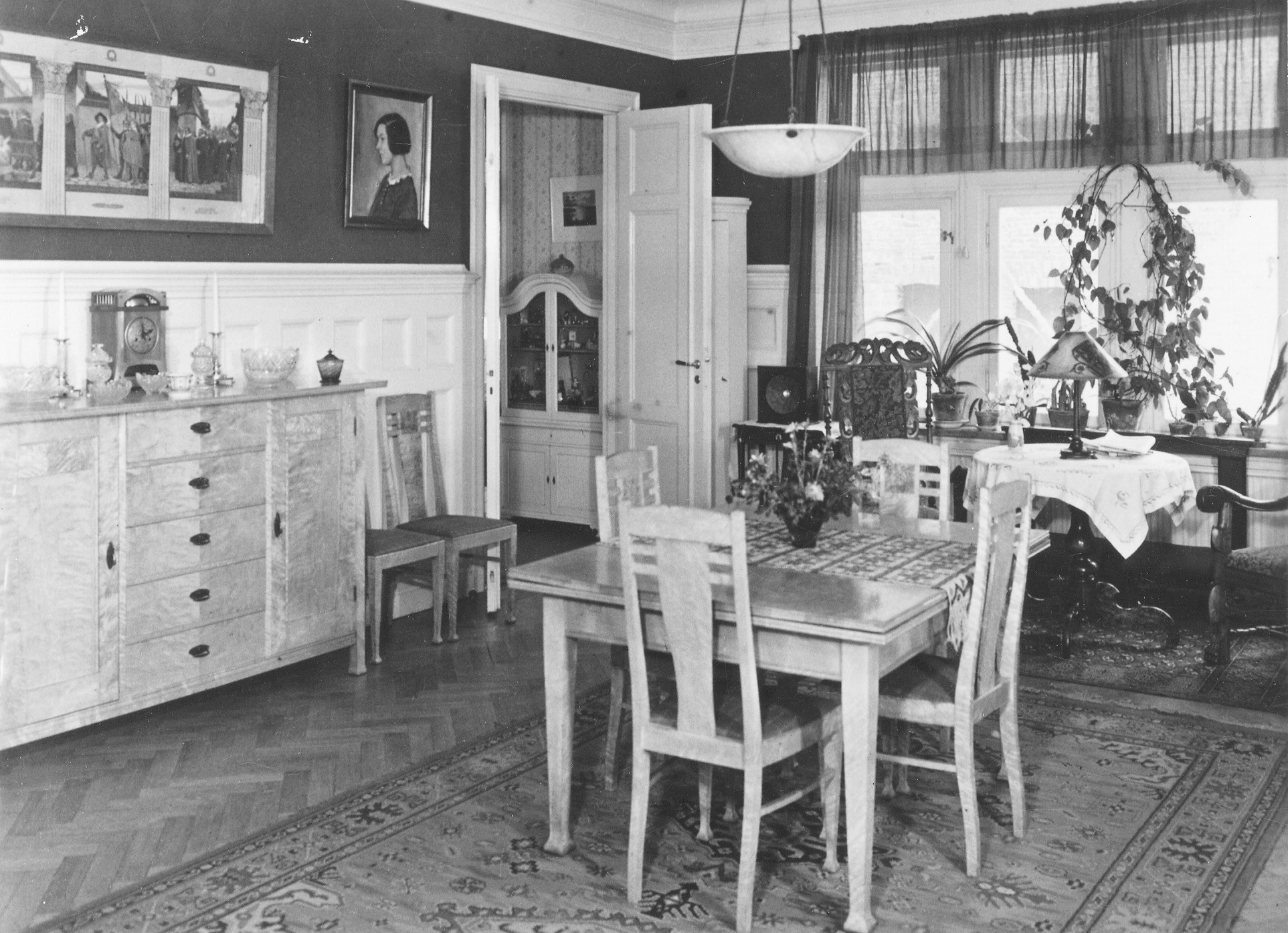
Matsalen.
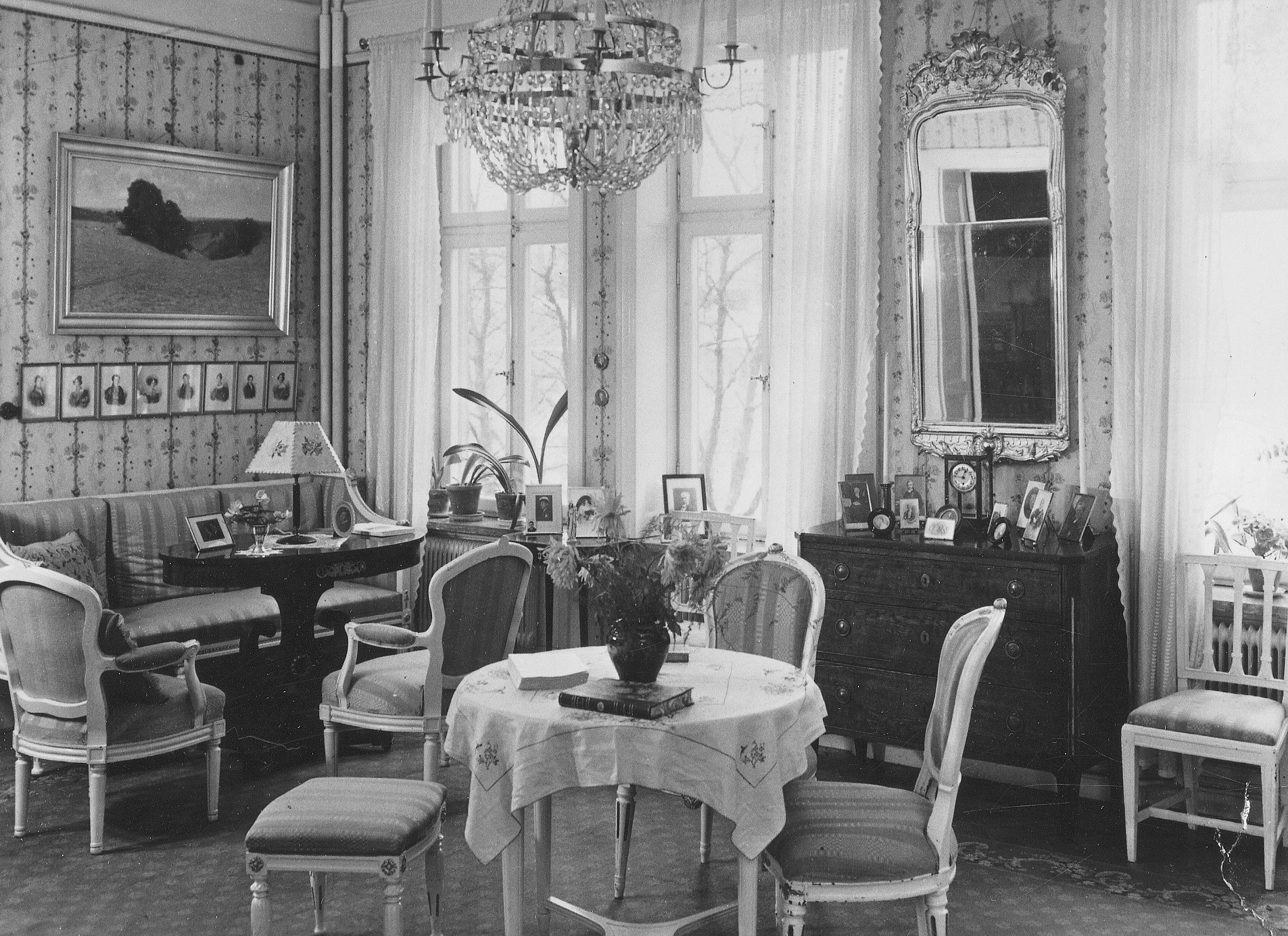
Salongen.
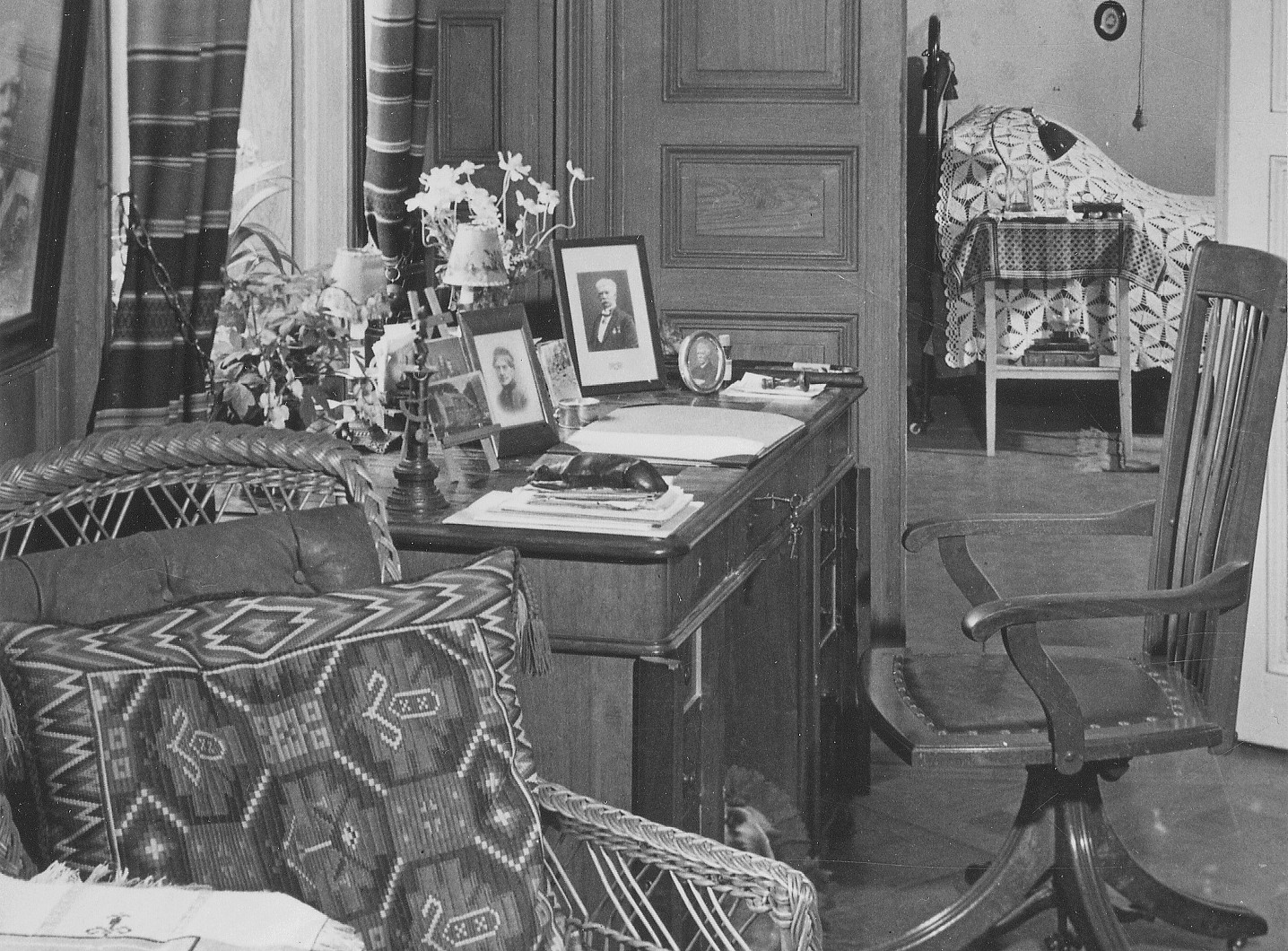
Skrivbordet.